# Калюжний Йосип Петрович
Йосип Петрович Калюжний (*1886, с. Осьмиговичі, Турійський район Волинська область — †1943 Карлаг Казахстан) — полковник Армії УНР.

## Життєпис
Народився в 1886 році с. Осьмиговичі, Турійського району Волинської області.
З 1910 року служив в армії Російської імперії. Закінчив унтер-офіцерську школу та Варшавське військове училище, отримав звання поручника. В званні підполковника потрапив у полон до німців, увійшов до складу української військової частини синьожупанників, сформованої з військовополонених.
У лютому 1918 року очолював військовий гарнізон в смт. Голоби Ковельського району. У званні полковника Армії УНР очолював особисту охорону С. Петлюри. В м. Кам'янці-Подільському керував охороною Директорії. У 1922 році повернувся додому. З 1926 року працював війтом Купичівської ґміни, секретарем комісії Ковельської повітової Просвіти, очолював гетьманців на Волині, проводив листування з гетьманом Петром Скоропадським.
Арештований 25 грудня 1939 року органами НКВС, перебував у Ковельській в'язниці. Помер 1943 році в Карагандинському ВТТ (Казахстан).
Реабілітований 5 травня 1989 року.

## Джерело
- Данилюк В. Розруха без війни? // Молода Волинь. — 1992. — 30 жовтня;
- Ярмолюк З. Від села Радовичі до річки Стохід. — Луцьк, 2001. — 301 С. 138;
- Ткаченко І. Борець за Україну — Йосип Калюжний // Народне слово. — 2003. — 21 серпня;
- Трофимук В. Портрет ланкової на дошці пошани висів… два тижні // Вісник. — 2011. — 26 серпня).
- Антонюк Я. Український визвольний рух в постатях керівників. Волинська та Брестська області (1930—1955). Торонто, 2014.